# Ellinikó-Argyroúpoli
Ellinikó-Argyroúpoli (en grec : Ελληνικό-Αργυρούπολη) est un dème situé au sud d’Athènes dans la périphérie de l'Attique en Grèce. Le dème est issu de la fusion, en 2011, des dèmes d’Argyroúpoli et d’Ellinikó, devenus des districts municipaux.